# Zlatá Koruna

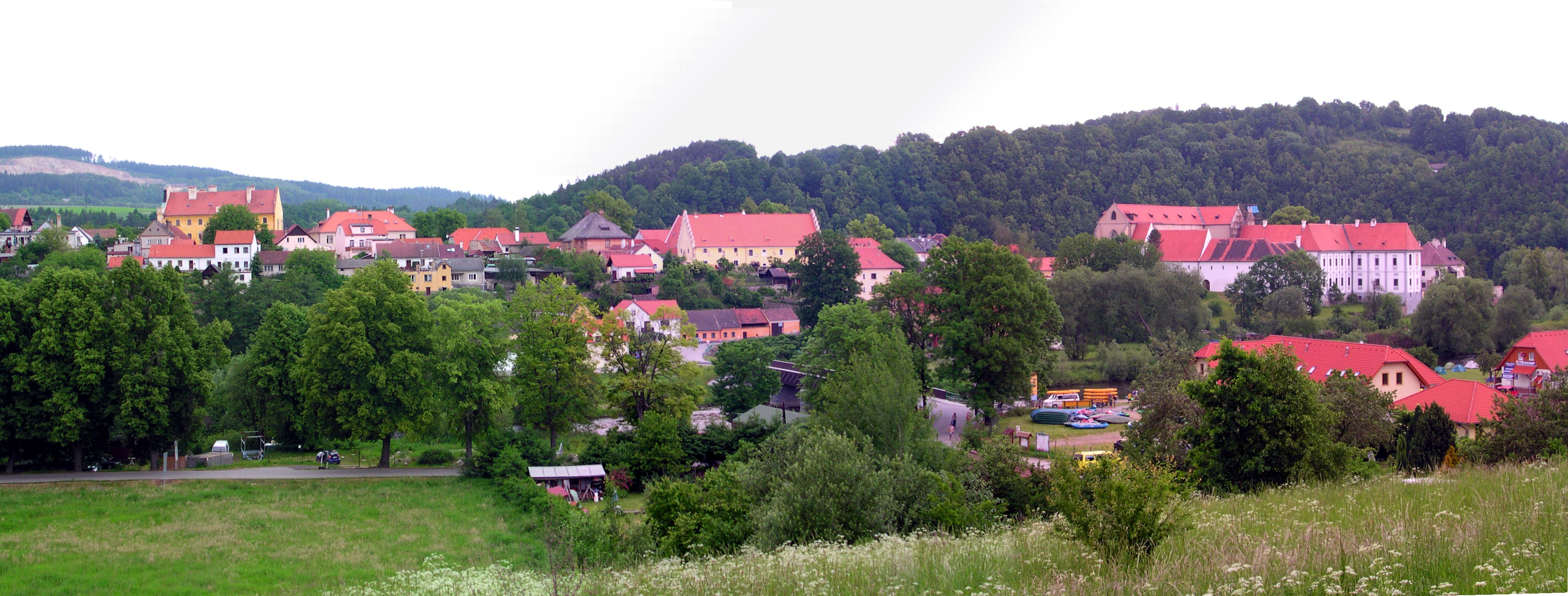
Zlatá Koruna von Osten. Rechts das Kloster

Zlatá Koruna (deutsch Goldenkron) ist eine Gemeinde  im Okres Český Krumlov  in   Tschechien.

## Geographie
Der Ort liegt in einer Höhe von 473 m ü. M., sechs Kilometer nordöstlich von Český Krumlov (Krumau) am Rande des Vorgebirges Blansker Wald linksseitig der Moldau in der Flussschleife und wird, außer im Westen, an drei Seiten vom Fluss umgeben. Nachbarorte sind  Nová Koruna  im Westen, wo sich auch der Bahnhalt befindet, sowie  Rájov  jenseits der Moldau im Süden.

### Gemeindegliederung
Die Gemeinde Zlatá Koruna besteht aus den Ortsteilen Plešovice (Pleschowitz), Rájov (Rojau) und Zlatá Koruna, die zugleich auch Katastralbezirke bilden. Zu Zlatá Koruna gehören außerdem die Wohnplätze Na Drahách, Harazim (Harasdin), Konopáč, Nová Koruna, Podlesí, Sklář, V Zátiší, Ve Strouze und Zelená Strouha. Grundsiedlungseinheiten sind Plešovice, Rájov, Zlatá Koruna und Zlatá Koruna-Horní Část.

### Nachbargemeinden
| Holubov  |                                             |                |
| Srnín    | Kompassrose, die auf Nachbargemeinden zeigt | Dolní Třebonín |
| Přísečná |                                             | Mojné          |

## Geschichte
Der Ort entstand als Meierhof westlich des 1263 durch Přemysl Ottokar II. gegründeten Klosters Sancta Corona (deutsch Heiligenkron, später Goldenkron). Der König ließ durch Zisterzienser aus dem Stift Heiligenkreuz das Land urbar machen und betrieb damit eine eigene Siedlungspolitik, um einer weiteren Ausdehnung des Machtbereiches der Witigonen entgegenzutreten. Nach der Zerstörung des noch im Bau befindlichen Klosters durch die Kumanen ließ es Wenzel II. wieder aufbauen. 1291 war der Bau vollendet. Im 14. Jahrhundert stiftete Bavor III. von Strakonitz dem Kloster einen Teil seiner Ländereien. Die Zisterzienser trieben die Kolonisierung der Gegend voran: „Die Umgebung von Goldenkron wurde damals sowohl von Tschechen als auch von Deutschen besiedelt“. Nach einem Brand im Jahre 1354 entstand die Anlage Heiliger Chron neu.
1420 fielen die Hussiten ein, plünderten und brandschatzten das Kloster. Dies nutzte Ulrich II. von Rosenberg aus, um sich den größten Teil des klösterlichen Besitzes anzueignen. 1493 übergab Vladislav II. aufgrund gefälschter Urkunden aus der rosenbergischen Kanzlei das Kirchenpatronat über Goldenkron den Rosenbergern. Vergeblich versuchte das Kloster seinen Besitz wiederzuerlangen; nach dem Aussterben der Rosenberger waren dazu weder die Eggenberger noch deren Nachfolger die Fürsten Schwarzenberg bereit. Im Zuge der Josephinischen Reformen wurden 1785 das Kloster und die Abtei aufgehoben, ihr Besitz fiel dem Religionsfonds zu. Gleichzeitig wurde der Meiereihof mit seiner Ansiedlung ausgegliedert und als Dorf ausgewiesen. Mit der Aufhebung der Grundherrschaften in Böhmen entstand 1848 die Gemeinde Goldenkron, die zum Gerichtsbezirk Krumau im Bezirk Krumau gehörte.
Die Klosteranlagen wurden dann von den Schwarzenbergern gekauft und zu verschiedenen Produktionszwecken wie Militärbleiche und Seidenspinnerei verpachtet. Auch eine Bleistiftfabrik, Pappenfabrik, Tuchweberei, Maschinenfabrik und Gießerei wurden in den Klostergebäuden betrieben. Vorteilhaft für den Erhalt der Gebäude erwies sich der Umstand, dass der letzte ansässige Betrieb 1909 pleiteging. 1915 begannen erste Renovierungsarbeiten an den heruntergewirtschafteten Gebäuden.
Nach der Gründung der Tschechoslowakei 1918 gehörte Goldenkron zum Bezirk Český Krumlov. Nach dem Münchner Abkommen verblieb es wegen seiner mehrheitlich tschechische Bevölkerung bei der Tschechoslowakei und gehörte zwischen 1939 und 1945 zum Politischen Bezirk Budweis im Protektorat Böhmen und Mähren. 1940 beschlagnahmte die Gestapo das Kloster Goldenkron. Nach dem Zweiten Weltkrieg kam Goldenkron / Zlatá Koruna zur wiedererrichteten Tschechoslowakei zurück; 1946 erfolgte die Vertreibung der deutschen Bevölkerung.
Nach der Renovierung der Klostergebäude zog 1979 die Wissenschaftliche Staatsbibliothek České Budějovice in das Kloster, das 1995 zum Nationalen Kulturdenkmal erklärt wurde.

## Sehenswürdigkeiten
- Kloster Zlatá Koruna